# 南高崖乡
南高崖乡，是中华人民共和国山西省大同市天镇县下辖的一个乡镇级行政单位。

## 行政区划
南高崖乡下辖以下地区：
南高崖村、姜前屯村、姜后屯村、马家沟村、下罗夭村、称达沟村、大仁沟村、增家岔村、大庄科村、大老沟村、高家寺村、乔家夭村、耿家粱村、左所沟村、台家坪村、阎家粱村、冯奈庄村、水冲口村、阳坡村、赵家夭村和上罗夭村。